# Tachyusa smetanai
Tachyusa smetanai är en skalbaggsart som beskrevs av Pasnik 2006. Tachyusa smetanai ingår i släktet Tachyusa och familjen kortvingar. Inga underarter finns listade i Catalogue of Life.